# Система розподілення гальмівної сили
Система розподілення гальмівного зусилля (англ. Electronic brakeforce distribution, EBD) — продовження розвитку системи ABS. EBD принципово відрізняється від базової ABS, в тому що допомога водію в керуванні здійснюється постійно, а не тільки коли відбувається екстрене гальмування. При різкому гальмуванні на неоднорідному покритті авто починає розвертати. Це відбувається за-рахунок того, що ступінь зчеплення коліс з дорогою різна, а гальмівне зусилля надається однакове. Система EBD, використовуючи датчики ABS, аналізує стан кожного колеса при гальмуванні і суто індивідуально дозує гальмівне зусилля для кожної осі або півосі (в залежності від різновиду системи). Також під час гальмування під дією інерції вага автомобіля переноситься на передні колеса і задні втрачають потрібний рівень зчеплення з дорожнім покриттям, тому задні колеса можуть заблокуватись. Інженери вирішують цю проблему двома способами: автоматичним регулюванням тиску гальмівних колодок на ротори або зменшенням розміру ротору гальм задніх коліс.
У деяких автомобілях система також зберігає курсову стійкість при гальмуванні в повороті, коли центр маси переноситься в сторону коліс які рухаються по зовнішньому радіусі, а колеса на стороні внутрішнього радіуса втрачають зчеплення з дорожнім покриттям. В цьому випадку гальмівне зусилля розподіляється не тільки між осями, але і між півосями (незалежними колесами).